# Chrysolina schneideri
Chrysolina schneideri é uma espécie de artrópode pertencente à família Chrysomelidae.